# Picaflors senzill
El picaflors senzill (Dicaeum minullum) és un ocell de la família dels diceids (Dicaeidae).

## Hàbitat i distribució
Habita boscos, vegetació secundària i terres de conreu de les terres baixes del nord-est de l'Índia, centre del Nepal cap al sud fins Bangladesh, Manipur i Nagaland, cap a l'est fins al sud-est de la Xina i Taiwan i cap al sud, a Myanmar (excepte el sud), Tailàndia (excepte el centre), Laos, nord i centre del Vietnam, Malaia, Sumatra, Borneo, Java i Bali.

## Taxonomia
Considerat coespecífic de Dicaeum concolor, ha estat separat en una espècie de ple dret arran els treballs de Rasmussen et Anderton 2005.